# USS Louisville (CA-28)
USS Louisville (CA-28) là một tàu tuần dương hạng nặng của Hải quân Hoa Kỳ, là chiếc thứ ba trong lớp Northampton, và là chiếc tàu chiến thứ ba của Hải quân Mỹ được đặt cái tên này theo tên của thành phố Louisville thuộc tiểu bang Kentucky. Được đưa vào hoạt động năm 1931, nó đã phục vụ tại mặt trận Thái Bình Dương trong suốt Chiến tranh Thế giới thứ hai, trước khi được cho ngừng hoạt động vào năm 1946 và được tháo dỡ vào năm 1959. Louisville được tặng thưởng mười ba Ngôi sao Chiến trận do thành tích phục vụ trong Thế Chiến II.

## Thiết kế và chế tạo
Vốn vẫn bị hạn chế về trọng lượng choán nước và cỡ pháo bởi Hiệp ước Hải quân Washington, nhưng mang nhiều đặc tính cải tiến so với lớp Pensacola dẫn trước, lớp Northampton mang chín khẩu pháo 8 in (200 mm) trên ba tháp pháo ba nòng, gồm hai phía mũi và một phía đuôi. Đây là cách sắp xếp tối ưu mà sau này được tiếp nối bởi mọi lớp tàu tuần dương hạng nặng khác của Hoa Kỳ.
Louisville được đặt lườn như là chiếc CL-28 vào ngày 4 tháng 7 năm 1929 tại Xưởng hải quân Puget Sound ở Bremerton, Washington. Nó được hạ thủy vào ngày 1 tháng 9 năm 1930, được đỡ đầu bởi cô Jane Brown Kennedy, và được cho nhập biên chế vào ngày 15 tháng 1 năm 1931 dưới quyền chỉ huy của hạm trưởng, Đại tá Hải quân Edward John Marquart.

## Lịch sử hoạt động

### Những năm giữa hai cuộc thế chiến
Chuyến đi chạy thử máy của Louisville kéo dài suốt từ mùa Hè đến mùa Đông năm 1931, đưa nó từ Bremerton đến thành phố New York ngang qua kênh đào Panama. Trong giai đoạn này, con tàu được xếp lại lớp thành một tàu tuần dương hạng nặng với ký hiệu lườn CA-28 vào ngày 1 tháng 7 năm 1931 theo quy ước mới của Hiệp ước Hải quân London. Quay trở về từ New York, chiếc tàu tuần dương tham gia cuộc tập trận Vấn đề Hạm đội năm 1932 trước khi tiến hành huấn luyện tác xạ tại khu vực San Pedro-San Diego thuộc California. Trong mùa Đông năm 1933, nó đi đến Hawaii thực hành trước khi quay về San Pedro, nơi nó trở thành trường huấn luyện phòng không. Vào tháng 4 năm 1934, Louisville khởi hành từ San Diego thực hiện chuyến đi kéo dài chín tháng viếng thăm nhiều cảng tại Trung Mỹ, khu vực Caribbe, dọc theo vùng vịnh Mexico và bờ Đông Hoa Kỳ. Quay trở lại California vào cuối mùa Thu, Louisville tham gia các đợt thực hành tác xạ và chiến thuật cho đến mùa Xuân năm 1935, rồi lên đường đi Dutch Harbor, Alaska, rồi từ đây đi đến Trân Châu Cảng tham dự tập trận hạm đội.
Trong hai năm tiếp theo, nó hoạt động ngoài khơi khu vực Bờ Tây Hoa Kỳ, tham gia các cuộc tập trận hạm đội năm 1936 và 1937, ghé thăm hữu nghị các cảng châu Mỹ La Tinh cùng các hoạt động thực hành tại chỗ. Vào tháng 1 năm 1938, Louisville bắt đầu một chuyến đi kéo dài tại Thái Bình Dương đưa nó đến Hawaii, Samoa, Australia và Tahiti trước khi quay trở về Trân Châu Cảng tham gia tập trận Vấn đề Hạm đội. Trong khi ở tại cảng Sydney, thủy thủ đoàn của Louisville đã tham gia cứu hộ một số hành khách trên một chiếc phà tham quan đã bị lật khi hầu hết hành khách dồn sang một bên mạn vẫy chào chiếc tàu tuần dương.
Louisville tham gia các cuộc tập trận hạm đội tại vùng biển Caribbe trong mùa Đông năm 1939. Nó tiếp tục hoạt động tại vùng biển ấm cho đến tháng 5 năm đó, khi nó quay về khu vực Bờ Tây. Sau cuộc tập trận Vấn đề Hạm đội ngoài khơi Hawaii vào mùa Thu năm đó, Louisville rời Long Beach, California cho một chuyến đi kéo dài ngang qua kênh đào Panama đến khu vực phía Đông của Nam Mỹ. Tại Bahia, Brasil, nó nhận được lệnh tiếp tục vượt Đại Tây Dương đi đến Simonstown, Nam Phi.
Như một tàu trung lập, Louisville treo cờ Hoa Kỳ đi băng qua vùng biển bị đe dọa bởi đầy dẫy các tàu ngầm U-boat của Đức quốc xã. Tại Simonstown, nó nhận lên tàu một lô hàng đặc biệt là số vàng trị giá 148 triệu Đô-la Mỹ được Anh Quốc ký thác tại Hoa Kỳ. Sau đó nó lên đường đi thành phố New York giao chuyến hàng quý giá rồi quay trở lại Thái Bình Dương.

### Chiến tranh Thế giới thứ hai
Vào lúc xảy ra cuộc tấn công Trân Châu Cảng ngày 7 tháng 12 năm 1941, Louisville đang hộ tống những chiếc A. T. Scott và President Coolidge trên đường từ đảo Tarakan, Đông Borneo quay về Trân Châu Cảng. Nó tiếp tục đi đến Hawaii, dừng chân một lúc để quan sát những thiệt hại rồi tiếp tục đi đến California. Tại đây nó gia nhập Lực lượng Đặc nhiệm 17 và khởi hành từ San Diego vào ngày 6 tháng 1 năm 1942 đi đến Samoa thuộc Mỹ, và cho đổ bộ lực lượng xuống đây vào ngày 22 tháng 1. Hoạt động tác chiến đầu tiên của nó trong cuộc chiến tranh diễn ra trên chặng quay về, khi nó tham gia vào cuộc không kích trong các ngày 1 và 2 tháng 2 lên các quần đảo Gilbert và Marshall. Trong hoạt động này, nó bị mất một trong các thủy phi cơ của nó.
Sau một chặng dừng ngắn tại Trân Châu Cảng, Louisville tiến hành tuần tra tại khu vực quần đảo Ellice giúp bảo vệ các căn cứ Mỹ gần đó. Đến đầu tháng 3 nó gia nhập Lực lượng Đặc nhiệm 119, một lực lượng tàu sân bay, và bắt đầu các hoạt động nhằm ngăn chặn việc tiến quân của Nhật Bản dọc theo quần đảo Bismarck và quần đảo Solomon. Lực lượng này trong một số ngày đã di chuyển trong khu vực Salamaua-Lae-Rabaul, tiến hành không kích nhiều mục tiêu tại đây.
Sau chiến dịch này, Louisville quay về Trân Châu Cảng, rồi tiếp tục đến Xưởng hải quân Mare Island tại San Francisco, nơi dàn hỏa lực của nó được tăng cường. Ngày 31 tháng 5, nó lên đường đi đến quần đảo Aleut gia nhập Lực lượng Đặc nhiệm 8. Trong giai đoạn mà Nhật Bản dành ra những nỗ lực to lớn để xác lập và củng cố điểm cực Bắc của "vành đai phòng thủ" ở khu vực Tây quần đảo Aleut, vai trò chính của chiếc tàu tuần dương là hộ tống vận tải, nhưng cũng tham gia nả pháo xuống đảo Kiska.

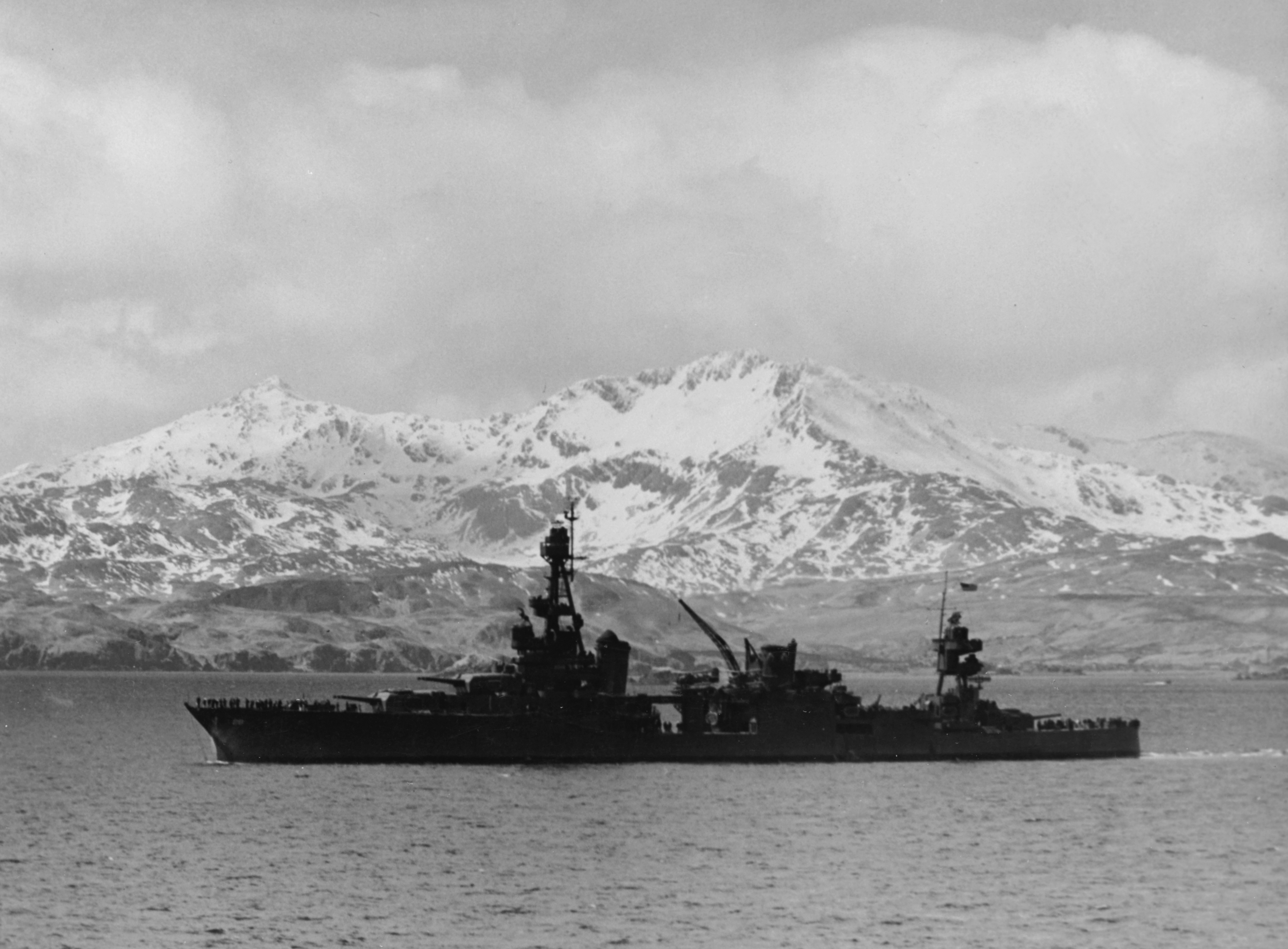
Louisville đang hoạt động tại khu vực quần đảo Aleut, ngày 25 tháng 4 năm 1943

Vào ngày 11 tháng 11, chiếc tàu tuần dương rời San Francisco hướng đến Trân Châu Cảng, ghé lại đây vài ngày trước khi tiếp tục hướng đến khu vực Nam Thái Bình Dương, hộ tống cho nhiều đoàn tàu vận tải chuyển binh lính đi đến tận New Caledonia. Sau đó nó quay lên phía Bắc đến Espiritu Santo để gia nhập Lực lượng Đặc nhiệm 67, lúc này đang đối đầu căng thẳng với lực lượng Nhật Bản tại quần đảo Solomon. Vào ngày 29 tháng 1 năm 1943, nó tham gia trận chiến đảo Rennell, trận cuối cùng trong số bảy trận hải chiến của Chiến dịch Guadalcanal. Sau đó nó hoạt động ở phía Đông hòn đảo cho đến khi hoàn toàn kiểm soát được tình hình.
Vào tháng 4, Louisville đi ngang qua Trân Châu Cảng hướng đến quần đảo Aleut. Tại đây, trong thành phần của Lực lượng Đặc nhiệm 16, chiếc tàu tuần dương hỗ trợ cho cuộc đổ bộ và chiếm đóng đảo Attu từ ngày 11 đến ngày 30 tháng 5, rồi tham gia bắn pháo chuẩn bị cho việc đổ bộ lên Kiska.
Sau khi lực lượng Nhật Bản buộc phải triệt thoái hoàn toàn khỏi khu vực quần đảo Aleut, chiếc tàu tuần dương thực hiện hộ tống vận tải tại khu vực Bắc Thái Bình Dương. Đến tháng 1 năm 1944, Louisville quay trở lại khu vực Nam Thái Bình Dương như là soái hạm của Chuẩn Đô đốc Jesse B. Oldendorf, chỉ huy lực lượng hỗ trợ hỏa lực hải pháo cho các chiến dịch đổ bộ sắp đến. Tại quần đảo Marshall vào ngày 29 tháng 1, nó bắn pháo xuống đảo san hô Wotje, về phía Tây Kwajalein; rồi sau đó tập trung hỏa lực xuống sân bay và các điểm tập trung quân của đối phương tại Roi và Namur trên điểm cực Nam của đảo san hô, góp phần vào việc chiếm đóng thành công những đảo này vào ngày 3 tháng 2. Hai tuần sau, Louisville lại dẫn đầu lực lượng hỗ trợ hỏa lực nả pháo xuống Eniwetok, nơi được chiếm đóng vào ngày 22 tháng 2.

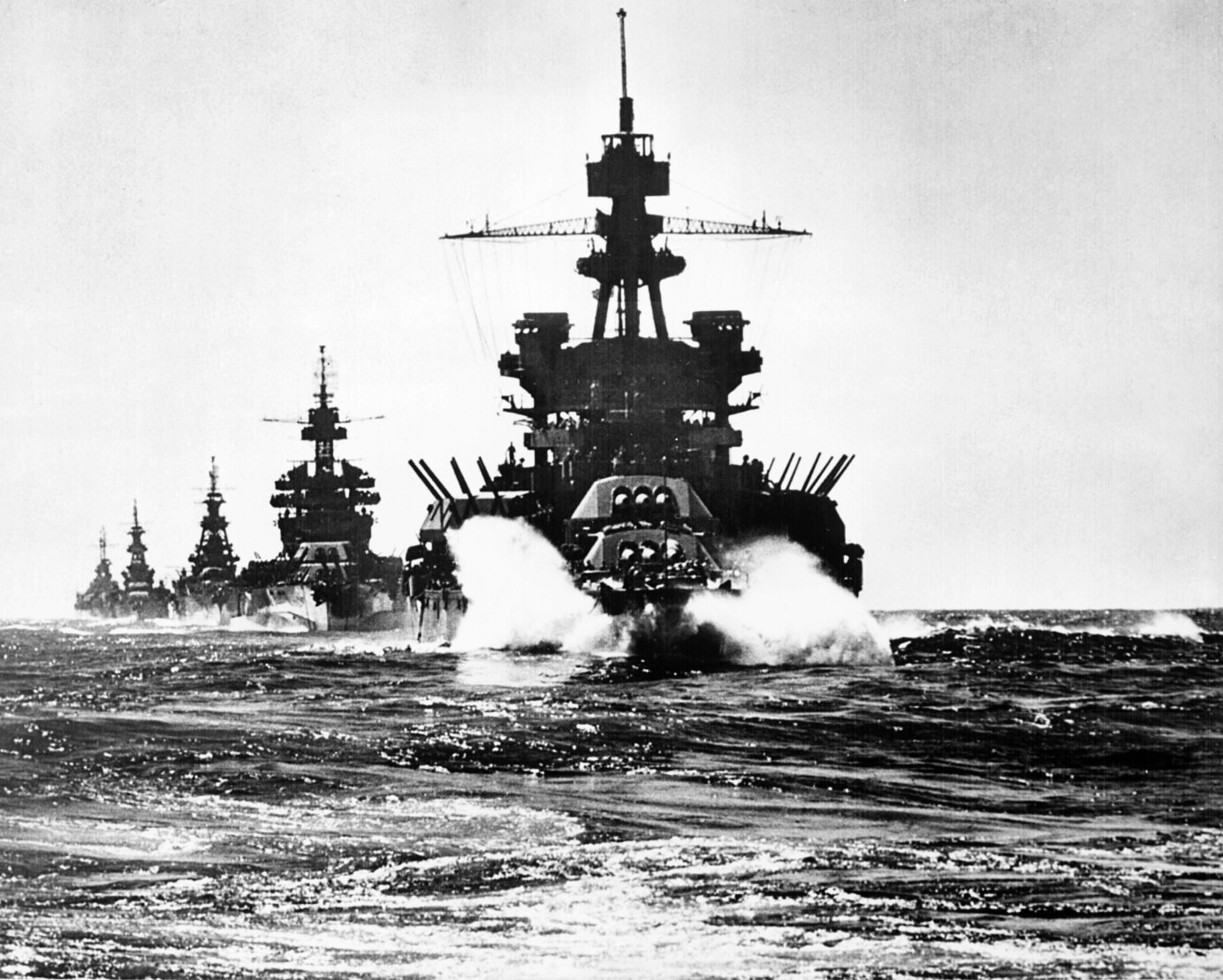
Thiết giáp hạm đang dẫn trước, Louisville, và tiến vào vịnh Lingayen, tháng 1 năm 1945

Sau trận Eniwetok, Louisville gia nhập Lực lượng Đặc nhiệm 58, rồi cùng các tàu sân bay nhanh tấn công các vị trí của quân Nhật tại Palau trong tháng 3, và bắn phá Truk cùng Sawatan trong tháng 4. Đến tháng 6, nó chuẩn bị cho cuộc đổ bộ lên quần đảo Mariana, và một lần nữa Louisville lại dẫn đầu lực lượng hỗ trợ hỏa lực trong các chiến dịch bắn pháo; bắt đầu với Saipan nơi nó bắn pháo liên tục trong 11 ngày đầu tiên của trận chiến tại đây, tiếp nối bởi Tinian, và kết thúc bằng cuộc đổ bộ lên Guam.
Sau chiến dịch quần đảo Mariana, Louisville được cho rút lui về tuyến sau cho đến giữa tháng 9, khi nó đi đến quần đảo Palaus tiến hành bắn pháo chuẩn bị cho cuộc tấn công Peleliu. Sau khi các căn cứ tiền phương được xây dựng và củng cố vững chắc, các công việc chuẩn bị cuối cùng cho cuộc tấn công Philippine được tiến hành. Ngày 18 tháng 10, Louisville tiến vào vịnh Leyte bắn pháo xuống các căn cứ của quân Nhật trên bờ. Bảy ngày sau, nó có mặt trong trận chiến vịnh Leyte vĩ đại, tham gia cuộc đối đầu cuối cùng trong lịch sử giữa các thiết giáp hạm khi Lực lượng Phía Nam của Nhật Bản tìm cách vượt qua eo biển Surigao xâm nhập vào vịnh Leyte từ phía Nam.
Sau các hoạt động tại Leyte, Louisville tái gia nhập lực lượng các tàu sân bay nhanh giờ đây dưới tên gọi Lực lượng Đặc nhiệm 38, và tham gia các cuộc tấn công chuẩn bị vào các vị trí đối phương tại Luzon. Vào dịp đầu năm mới 1945, Louisville đang trên đường hướng đến vịnh Lingayen. Đang khi trên đường đi trong ngày 5 và 6 tháng 1, nó bị hai máy bay tấn công cảm tử kamikaze Yokosuka D4Y đánh trúng. Cho dù bị hư hại đáng kể, chiếc tàu tuần dương tiếp tục nả pháo xuống các bãi đổ bộ và bắn rơi nhiều máy bay đối phương trước khi rút lui quay về Xưởng hải quân Mare Island để sửa chữa.

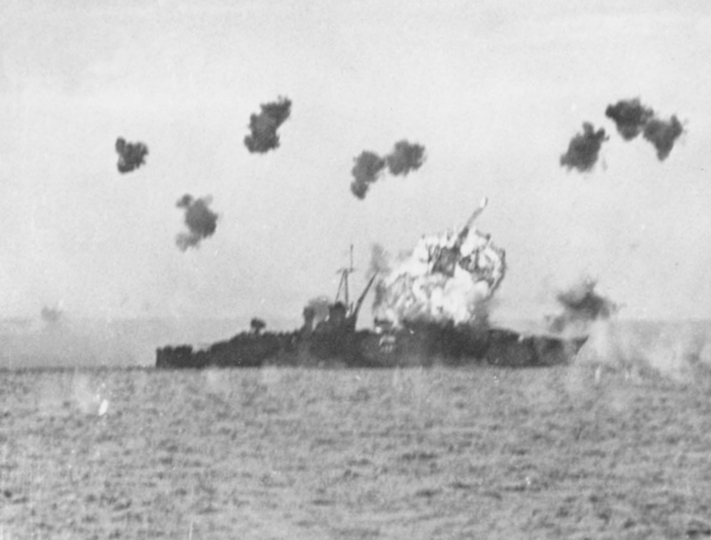
Louisville bị một máy bay tấn công cảm tử kamikaze Yokosuka D4Y đánh trúng trong vịnh Lingayen, ngày 6 tháng 1 năm 1945.

Sau khi công việc sửa chữa hoàn tất vào mùa Xuân, Louisville quay trở lại khu vực Tây Thái Bình Dương gia nhập Lực lượng Đặc nhiệm 54 để hỗ trợ cho lực lượng trên bờ trong trận Okinawa. Vào ngày 5 tháng 6, một lần nữa nó lại bị một máy bay kamikaze đánh trúng, nhưng nó đã có thể quay trở lại vị trí chiến đấu vào ngày 9 tháng 6 hoàn thành vai trò được giao cho đến khi được cho rút lui về Trân Châu Cảng để sửa chữa vào ngày 15 tháng 6.

### Sau chiến tranh
Công việc sửa chữa nó hoàn tất vào ngày 14 tháng 8 cũng đúng vào lúc chiến tranh kết thúc, Louisville sẵn sàng đảm nhận những nhiệm vụ sau chiến tranh. Vào ngày 16 tháng 8, nó khởi hành từ Guam đi đến Đại Liên thuộc Mãn Châu cùng với Chuẩn Đô đốc T. G. W. Settle trên tàu. Từ đây, nơi công việc hồi hương những tù binh chiến tranh Đồng Minh được giám sát chu đáo, nó khởi hành đi Thanh Đảo, nơi các tàu chiến Nhật Bản trong khu vực này dưới quyền Phó Đô đốc Kaneko đầu hàng. Louisville sau đó hộ tống các con tàu đầu hàng đi đến Jinsen thuộc Triều Tiên trước khi nó quay lại Trung Quốc cho các vai trò sau chiến tranh tại Yên Đài. Vào giữa tháng 10, nó tham gia lực lượng tại Hoàng Hải một thời gian ngắn trước khi quay về San Pedro, rồi được điều về Philadelphia, nơi nó được cho xuất biên chế vào ngày 17 tháng 6 năm 1946 và được đưa về Hạm đội Dự bị Đại Tây Dương. Bị bỏ không trong thành phần dự bị suốt 13 năm tiếp theo, Louisville cuối cùng được rút tên khỏi danh sách Đăng bạ Hải quân vào ngày 1 tháng 3 năm 1959, và được bán vào ngày 14 tháng 9 cùng năm cho hãng Marlene Blouse Corporation tại New York để tháo dỡ.

## Phần thưởng
Louisville được tặng thưởng mười ba Ngôi sao Chiến trận do thành tích phục vụ trong Chiến tranh Thế giới thứ hai.
|  |                                                                     | Bronze star |
|  | Silver star · Silver star · Bronze star · Bronze star · Bronze star |             |
|  |                                                                     |             |

| Dãi băng Hoạt động Tác chiến            | Huân chương Phục vụ Trung Hoa                                            | Huân chương Phục vụ Phòng vệ Hoa Kỳ với 1 Ngôi sao Chiến trận |
| Huân chương Chiến dịch Hoa Kỳ           | Huân chương Chiến dịch Châu Á-Thái Bình Dương với 13 Ngôi sao Chiến trận | Huân chương Chiến thắng Thế Chiến II                          |
| Huân chương Phục vụ Chiếm đóng Hải quân | Đơn vị Tuyên dương Tổng thống Philippine                                 | Huân chương Giải phóng Philippine (Philippine)                |